# Hans Reichel (musicien)
Pour les articles homonymes, voir Hans Reichel.

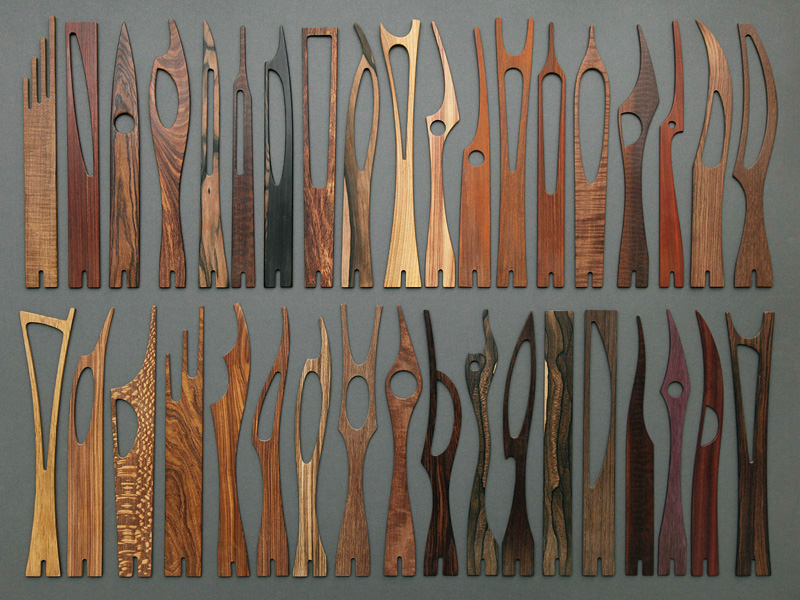

Hans Reichel, né à Hagen le 10 mai 1949 et mort à Wuppertal le 22 novembre 2011, est un guitariste, créateur d'instruments (daxophone) et typographe allemand.

## Biographie
Autodidacte du violon dès l'âge de 7 ans, il joue dans l'orchestre de son école jusqu'à ses 15 ans. Il commence alors la guitare et s'intéresse au rock. Il se produit dans divers groupes, avant d'abandonner un moment la musique pour se consacrer à des études de design graphique et travailler comme typographe.
Il revient à la musique au début des années 1970 où il enregistre une cassette de guitare ; envoyée au jury du festival de jazz allemand de Hambourg, elle lui vaut d'être invité à un concert consacré aux nouveaux talents et de rencontrer Jost Gebers, de Free Music Production (FMP), qui publiera ses disques, le premier étant Wichlinghauser Blues en 1973.
La plupart de ses disques sont des enregistrements solo ou en formation réduite; il a aussi enregistré des duos avec notamment Rüdiger Carl, Tom Cora, Kazuhisa Uchihashi, Fred Frith. Reichel est aussi membre de the September Band (avec Shelley Hirsch, Rüdiger Carl, et le batteur Paul Lovens), il a aussi joué dans de plus grandes formations comme celles du saxophoniste Thomas Borgmann et de Butch Morris, un chef d'orchestre d'avant-garde.
Il était cité parmi les trente guitaristes les plus radicaux (30 Most Radical Guitarists) dans un numéro de 1997 de Guitar Player magazine.

## Inventeur d'instruments
Reichel a construit diverses sortes de guitares et de guitares basses ; son Daxophone est une lame de bois fixé dans un bloc contenant un microphone, joué surtout avec un archet.

## Typographie
Hans Reichel a créé quelques polices, notamment la FF Dax (de) très utilisée en publicité et marketing.
- 1983 Barmeno BQ
- 1995-2000 FF Dax
- 1996 FF Schmalhans
- 1999 FF Sari
- 2001 FF Routes
- 2004 FF Dax Compact
- 2005 FF Daxline

## Discographie
- Wichlinghauser Blues (1973, FMP 0150)
- Old Tune/Heimkehr der Holzböcke (1974, FMP S 5)
- Bonobo (1975, FMP 0280)
- Guitar solos 2 (1975, Caroline Records (UK) C 1518. Trois solos sur une compilation.)
- For Example (1976, FMP R123. Titre solo sur une compilation de trois disques.)
- Erdmännchen (1977, FMP 0400. Duo avec Achim Knispel.)
- Buben (1978, FMP 0530. Duo avec Rüdiger Carl.)
- Sven-Åke Johansson mit dem NMUI im SO 36 '79 (1979, FMP S17)
- Sven-Åke Johansson mit dem NMUI im SO 36 '79 (1979, Olof Bright OBCD10/GROB650. La version complète d'un concert déjà sorti comme FMP S17.)
- The Death of the Rare Bird Ymir (1979, FMP 0640/FMP CD 54)
- Bonobo Beach (1981, FMP 0830/FMP CD 54)
- Bergisch-Brandenburgisches Quartett (1982, Amiga 856031. Avec Johansson/Carl/Petrowsky.)
- Duet Improvisation (1985, Vand'Œuvre 8501. Avec Keith Tippett.)
- Kino: studio opera with EROC (1986, Teldec Import Service TIS 66.23921. Réédité en CD en 1997.)
- The Dawn of Dachsman' (1987, FMP CD 60)
- Coco Bolo Nights (1988, FMP CD 10)
- Angel Carver (1988, FMP CD 15. Duo avec Tom Cora.)
- Live at the Knitting Factory, Volume One (1988/9, Enemy EMY111. Un titre en duo avec Tom Cora.)
- Dix improvisations (1989, Victo CD 09. Deux titres sur une compilation CD.)
- X-Communication (1990, FMP CD 33)
- Show-down (1990, Intakt CD 023. Duo avec Wädi Gysi.)
- Stop complaining/Sundown (1990/1991, FMP CD 36. Duos avec Fred Frith et Kazuhisa Uchihashi.)
- Mini-suite: [untitled] (1991, Rastascan BRD 010. Un titre sur une compilation CD.)
- Shanghaied on Tor Road: The World's 1st Operetta Performed on Nothing but the Daxophone (1992, FMP CD 46)
- Hans Reichel (1993, Table of the Elements Beryllium, 7" Vinyl)
- Variations on Jay (1993, Table of the Elements Oxygen, 7" Vinyl)
- AngelicA 93 (1993, CAICAI 004. En solo et d'autres formations, notamment un titre avec le 'All Daxophone Band'.)
- Kumunguitar (1993, ¿What Next? WN0012. Duo avec Jin Hi Kim.)
- Conduction 28/Conduction 31 (1993, New World Records 80484. Lawrence D. 'Butch' Morris.)
- Conduction 31/Conduction 35/Conduction 36 (1993, New World Records 80485. Lawrence D. 'Butch' Morris.)
- Lower Lurum (1993/1994, Rastascan BRD 016)
- Le bal (1994, Ellipsis Arts)
- Buben...plus (1994, FMP CD 78. Nouveaux duos avec Rüdiger Carl, publié avec des titres plus ancienq.)
- The Vandœuvre Concert (1994, FMP CD 72. Avec the September Band: Carl/Hirsch/Lovens/Reichel.)
- Looking at Flees with Henry Geldzahler (1994, FMP MJ 01. Un titre du September Band sur une compilation.)
- Thomas Borgmann's Orkestra Kith 'n Kin (1995, Cadence Jazz Records CJR 1081.)
- Book/Virtual COWWS (1978-1996, FMP OWN90007/9. Divers titres sur une compilation de Rüdiger Carl.)
- Hans Reichel/Rüdiger Carl (1997, Hurta Cordel 97)
- The Return of Onkel Boskop (1983/1997, Repertoire REP 4688-WY. Duo avec Eroc.)
- King Pawns (1997, Zen-006. Duo avec Kazuhisa Uchihashi.)
- Festival Beyond Innocence: 2 1997-1998 (1997, Innocent Records FBI 103. Deux solos et un titre en trio sur un CD compilation.)
- Cue sheets II (2000, Tzadik 7513. Steve Beresford; Un titre avec Reichel.)
- Total Music Meeting 2001: Audiology - 11 groups live in Berlin (2001, A/L/L 002. Un titre avec Manuela sur cette compilation CD.)
- Yuxo: A New Daxophone Operetta (2002, A/L/L 003)